# Premundial Panamericano de Béisbol 2000
El Premundial Panamericano 2000 fue la quinta edición del certamen, competencia que disputaron las mejores selecciones de béisbol de América y que posteriormente sería sucedida por la Copa América, que es la principal competencia internacional de béisbol disputada por selecciones nacionales en América. El torneo sirvió como clasificatorio a la Copa Mundial de Béisbol de 2001.

## Posiciones Finales
| Pos | Equipo               |
| --- | -------------------- |
|     | Panamá               |
|     | Nicaragua            |
|     | República Dominicana |
| 4°  | Canadá               |
| 5°  | Estados Unidos       |
| 6°  | Venezuela            |
| 7°  | Brasil               |
| 8°  | Argentina            |
| 9°  | Guatemala            |
| 10° | Honduras             |
| 11° | Ecuador              |